# 广州站
廣州站位於中華人民共和國廣東省廣州市越秀区流花街道，是廣深鐵路、京廣鐵路和广茂铁路交會的車站，也曾是華南最大的火車站和广州市最主要的铁路客运站之一。
由于现时车站的设计标准已经远远不能满足当下的实际客流量，广州火车站已有计划将进行大改造。改造后将会接入广深港高铁、广湛高铁、广珠城际以及广清城际等线路。根据广州铁路枢纽规划，广州站改造为高铁站的工程计划于广州东站改造完成后启动。

## 歷史

### 背景
廣州站原址位于广州城东南角的大沙頭，原名大沙头站，始建于1911年，是广九铁路华段的终点站。民国26年（1937年），国民政府动工建设广州黄埔港，并于1937年1月开工建设一条由粤汉铁路西联站（今棠溪站），经沙河、石牌、鱼珠至黄埔港的黄埔港支线；1937年7月7日，发生了卢沟桥事变，中国抗日战争全面爆发。同年8月，国民政府为获得英美两国的援助，方便援华物资送入内地，答应连通广九、粤汉两路。当时黄埔港支线尚未铺轨，故利用已建成的黄埔港支线路基修建联络线，1937年8月铺轨至石牌与广九铁路接轨，称为广北联络线，自此粤汉铁路和广九铁路联通。抗日战争结束后，为配合粤汉区铁路管理局对粤汉铁路、广三铁路、广九铁路全面管理，修筑了一条由广北联络线云麓至广九铁路永村的“云永联络线”，让粤汉铁路上的客运列车可以直达大沙头火车站，大沙头站扩张为广九及粤汉两路的旅客列车的始发、终到站，并改名为广州东站，成为广州最主要的客运火车站。
中华人民共和国成立以后，广九铁路华段改称广深铁路，广州东站也于1951年更名广州站。1953年，旧广州南站至石围塘站的铁路轮渡建成使用，令广三铁路的车辆可以与粤汉、广九铁路相互过轨。1954年，为了让来自旧广州南站及广三铁路方向的列车可以不经广州北站（今棠溪站）折角运行，缩短运行距离和时间，广州铁路局修建了连接广北联络线流花桥和粤汉铁路广州西站的流西联络线，并在广北联络线上设置了流花桥线路所，即后来广州新客站的前身。

### 建设

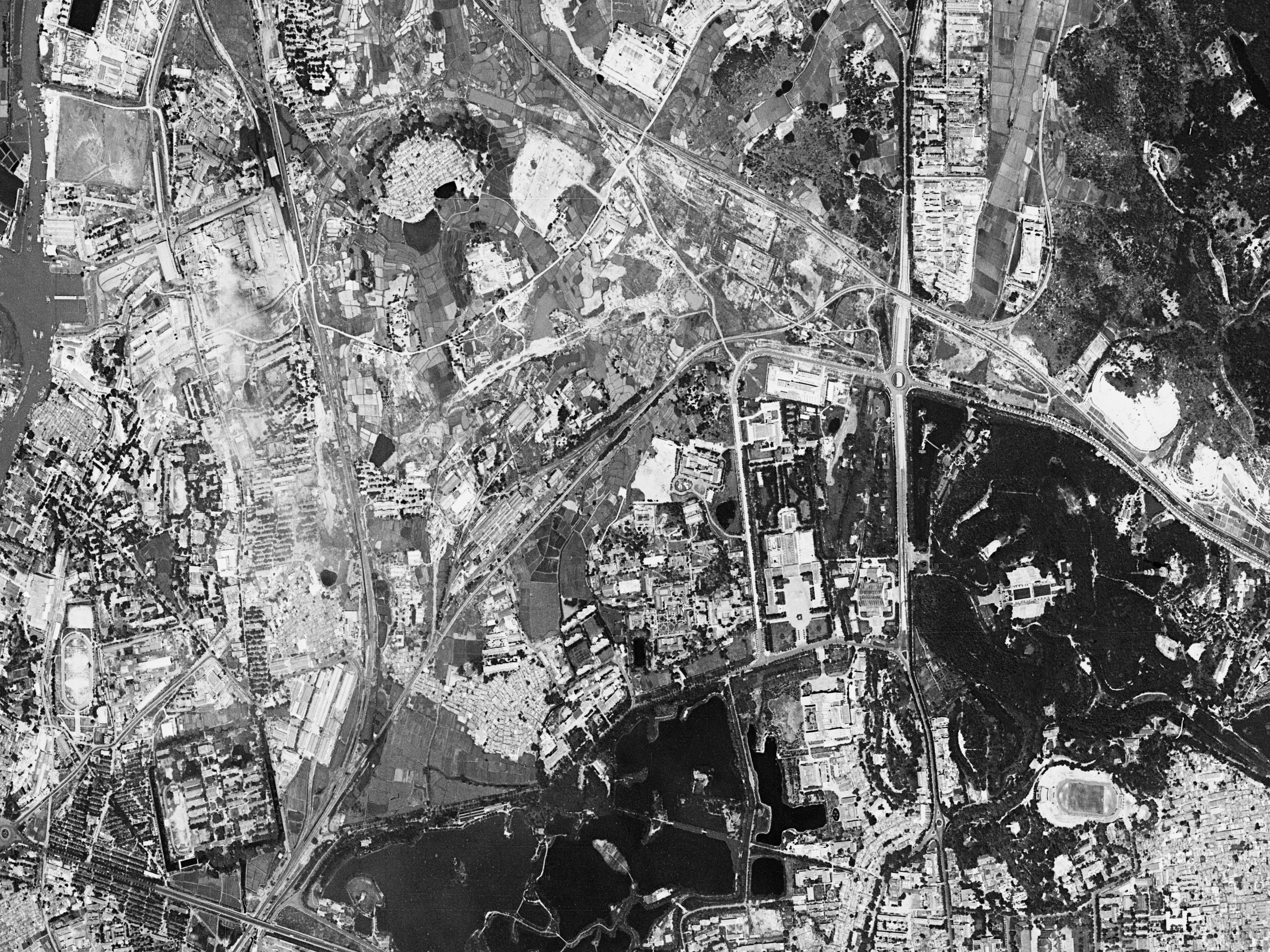
流花、西村地区卫星图（1966年）。可见流西联络线和建设中的广州新客站（北）

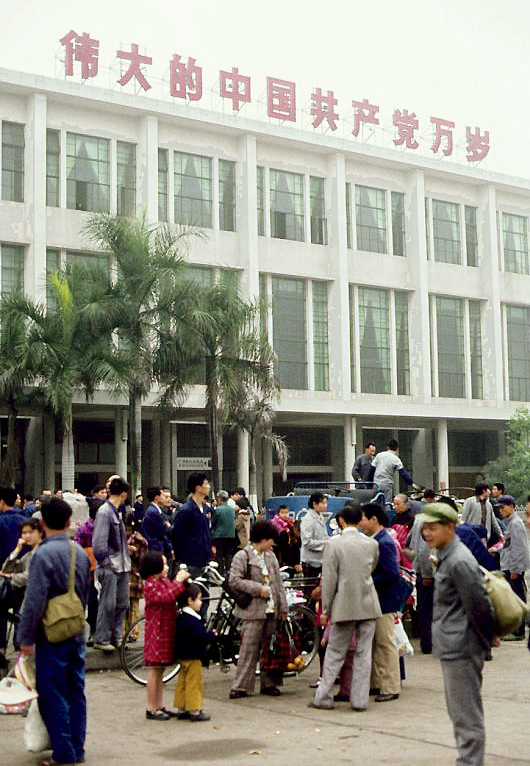
1978年的广州火车站站房，可见标语“伟大的中国共产党万岁”

随着1957年武汉长江大桥建成，京汉铁路和粤汉铁路合并为京广铁路，以及1960年广州西南大桥（后更名珠江大桥）建成，广三铁路与京广、广深两路接轨，广州站进一步发展成广深、京广、广三三路的旅客列车到发站，客流量越来越多；且当时广州铁路枢纽内的其他车站皆主营货运，故广州站成为了广州市内最主要的铁路客运站，客流压力极其沉重。
1950年代，为配合当时广东省省委书记陶铸将广州建设成为“东方巴黎”的设想，广州新客站的建设规划被提上日程。1960年2月，铁道部决定建造新客站，经广州市政府审定，站址设流花桥；同年3月1日动工，至翌年3月，新客站的站场和站前广场的土石方大部分已经完工，但因大跃进运动对中国国民经济造成的损害，中央压缩建设投资规模，新客站工程暂停。1963年广州铁路局上报要求复工，至1967年国家批准计划，惟因文化大革命干扰未能开工。在此期间，为了应付持续上升的区段列车密度，流花桥线路所于1965年升级为会让站，称流花桥站，并始发部分旅客列车。
1971年，广州铁路局再次上报，获批准为大中型项目。1972年2月，广州新客站工程复工；1974年4月10日竣工，4月12日投入营运，广州铁路枢纽布局也相应作出调整。广州新客站正式命名为广州站，位于大沙头的原广州站恢复名为广州东站，其所有客运业务逐步移至广州新客站，暂时改作简易客车技术整备作业站使用，并撤销了原流花桥站，同时广深铁路、京广铁路起点改为广州新客站。

### 营运

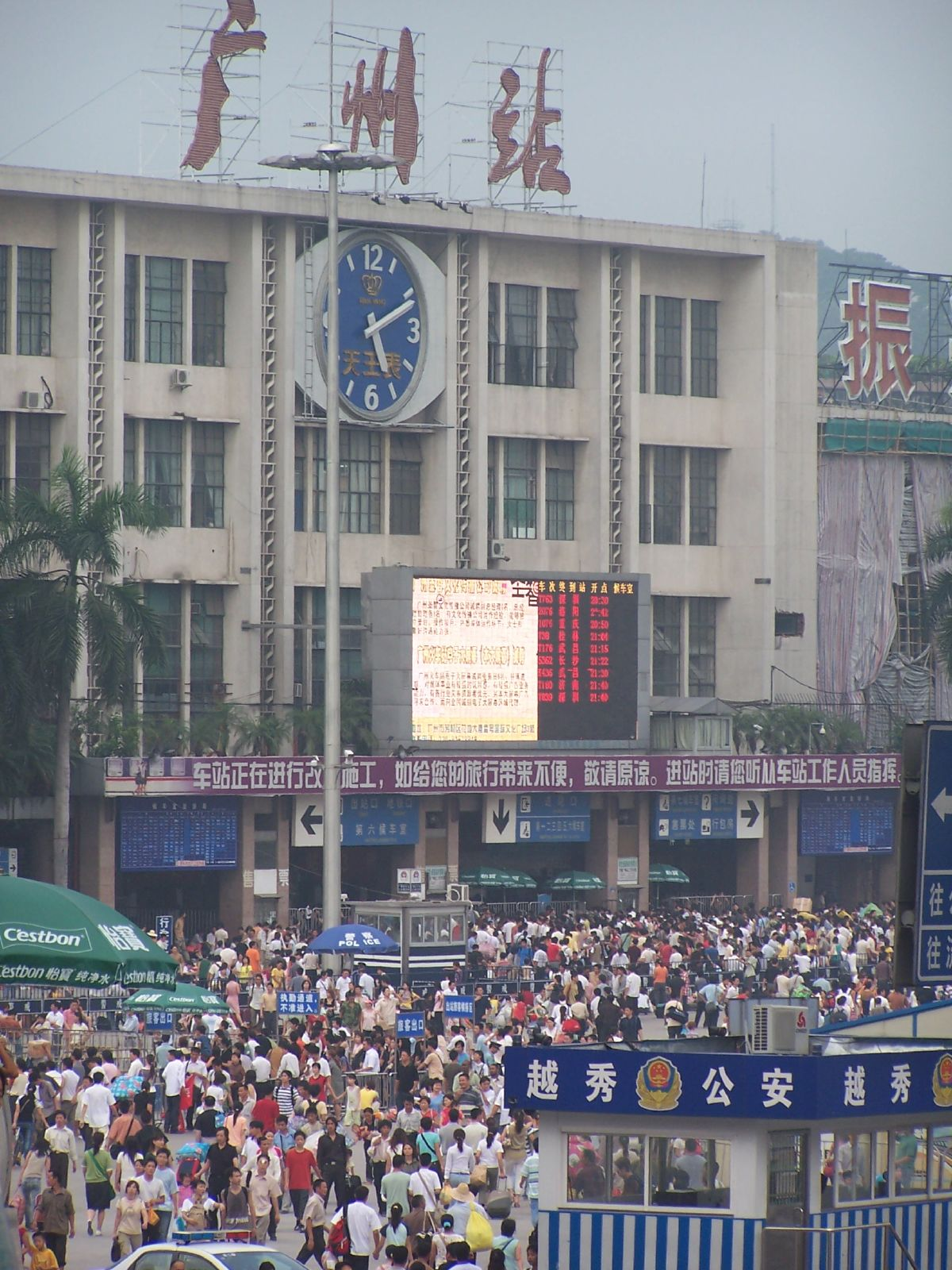
加装玻璃幕墙前的广州站主楼（2003年）

在建站之初，广州站一度成为广州市的新景观地标，广州各学校纷纷组织学生参观，最高峰的时候车站一天可接待三、四批学生参观。除广州站之外，流花桥一带于1974年还建成了广交会流花路展馆（中苏友好大厦）、广州东方宾馆新馆、友谊剧院等新建筑，这一建筑群于1985年被选为“羊城新八景”之一，享有“流花玉宇”的美称。
1979年，为配合来往广州和香港的广九直通车恢复开行，广州站东侧新建了联检站作为出入境口岸站，办理海关、检疫、外币兑换等联检业务；4月4日，中断了30年的首趟广九直通车从广州站开出。1981年，为应付客运需求增长，广州站增建了第四站台。1984年9月，位于广州站西北侧的广州客车技术作业整备站竣工投产，为广州站始发的列车进行编组、检修及整备，而位于大沙头的简易客技站则撤销关闭。到了1985年，广州站每天始发的旅客列车对数已经由1975年的9对、1980年15对，增加到25对。
1984年车站与香港聚利发有限公司合作成立广州站旅行服务有限公司，并利用站内部分闲置空间，开设旅店、酒楼、商场、快速冲印彩照等非运输业务。其中现5号候车室的位置被改建为旅馆，设有28间双人房和140间单人房；现5、6号候车室之间的走廊为商场，面积有398平方米；而6号候车室则被改建为经营快餐、粥粉面、中西餐、舞厅、卡拉OK的大酒楼。
1985年车站增建第四座站台和2条到发线。同时车站在候车室内加装电扇以促进通风，并将紧靠站台的候车室设立检票闸口，使得进站旅客不再全部拥挤在中门检票口。1992年车站候车室安装中央空调。
在1990年代初期，中國南方工商業急速發展，不少外省人紛紛前往廣東務工，因此廣州站成為民工聚集地。每逢春節前夕，不少民工趕著返鄉度歲，使廣州站在這段期間可以聚集數以十萬計返鄉民工。而民工使盡一切方法登上返家列車也成為廣州站的寫照。與此同時，廣州站治安之差亦同樣是其寫照。由于车站旅客数量激增，2000年原车站经营的酒店、商场和酒楼被改回候车室。
1996年，港穗直通車廣州起讫站遷往位於天河區的廣州東站。
2005年5月20日起，车站站房进行为期5个月的内部装修改造：此次改造将东附楼部分空间改建为第9、10、11候车室，并在主楼更换玻璃幕墙、改进空调系统并于中厅加装扶手电梯，改造工程于当年10月完工。2008年起，由於每年春運期間廣州站臨時改作只辦理跨省长途列车服務，「廣深和谐号列车」會全數暫時改到廣州東站始发终到。直至2024年1月，28列广深城际动车组列车调整至新启用的广州白云站办理客运业务，故广深城际动车组列车取消春运期间暫時改到廣州東站始发终到的安排。
2025年7月1日调图后，由广州站始发终到的普速列车仅剩6列，其他大部分普速列车调整至广州白云站始发终到，另外大幅增加由广州站始发终到的广深城际、甬广高铁动车组列车，将更多的高铁、动车组列车引入广州中心城区。至此，广州站由普速列车为主转为以高铁、动车组列车为主。

## 车站结构

### 站房
广州站站房于1974年投入使用，最初为苏式建筑，2005年进行内外装修及扩容改造。站房主楼由林克明设计，长182.5米、纵深66米，建筑面积26,173平方米。由于受到老白云机场限高的影响，广州站站房主楼高27米，其中中部4层，两翼各3层，外立面中央设有一座高4.5米、宽5米的电钟，内部则设有共8504平方米的候车区。
1984年位于主楼东侧的广州联检站投入使用，为广九直通车服务。2005年该附楼被改造为站房的一部分，内设有主售票处和总面积5000平方米的9、10、11候车室

#### 标语
广州站的一大特色是车站站名下的大钟和站房上的“统一祖国　振兴中华”霓虹灯标语，在全国众多火车站中显得独一无二。事实上，在广州站建成之时，由于正处于文化大革命时期，当时车站大楼上方所挂的标语是“战无不胜的毛泽东思想万岁　伟大的中国共产党万岁”，这句标语在文革结束后被移除。至1986年7月，中共广州市委认为，广州作为改革开放的前沿，是港澳台同胞和海外侨胞最早进入中国大陆的城市，广州火车站又是华南的重要门户，因此广州市委要求在广州站楼顶，建一条全新的霓虹灯标语，内容定为“统一祖国　振兴中华”，字体为红色黑体，每个字高5米、宽5.5米。标语在1986年10月国庆节前夕完成，由于当时电力供应比较紧缺，霓虹灯标语令火车站用电量增加了30多千瓦，使用初期为了节省电能，每晚亮灯开启时间仅要求不少于三至四小时。
「廣州站」在剛落成時，車站屋頂三個大字是用了簡體中文字。在改革開放初期，因為火車站方面認為繁體的「廣」字比「广」漂亮，就將其替換成繁體。豈料國家語言文字工作委員會在得悉情況後覺得廣州站的「政治立場有問題」，指出要立即改用簡體字。火車站在接到文件後覺得為難，因站名經已掛上，要馬上更換難度很大。最後車站的職員想起在側門上還有另一個請郭沫若題寫的簡體，於是馬上把這三個字換到車站大樓的正面。

#### 内部

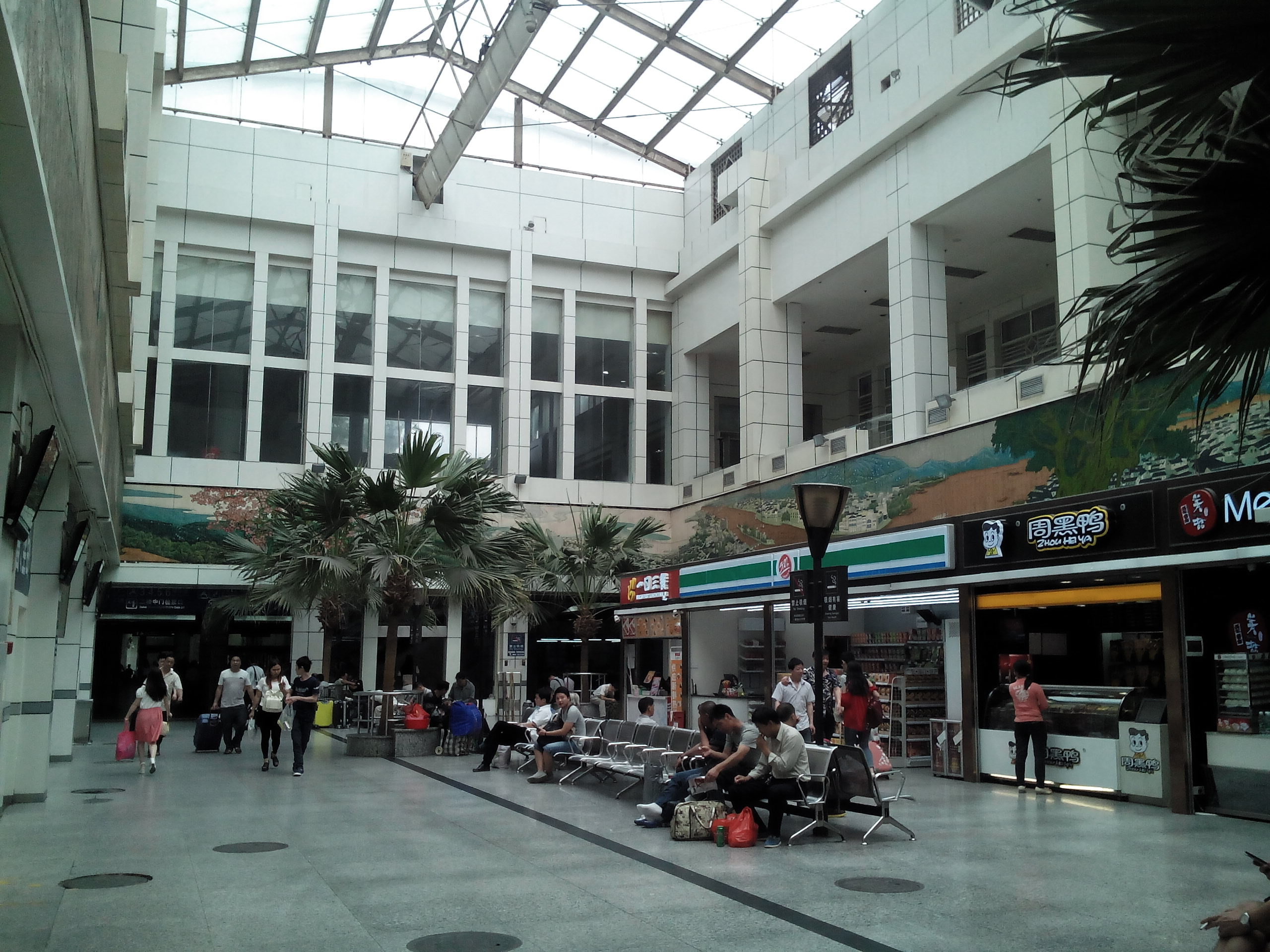
广州站东花园内部

广州站共有东、中、西三个进站口，设有35个人工验证口和76台自动进站闸机，另外在站房西侧设有广深、广佛肇列车专用进站口和售票处，面积1108平方米，设有3个售票窗口。进站口内为中厅，天花板设有14盏大灯和166盏小灯组成的射灯组；中厅两侧双口为绿化庭园，总面积1000平方米，种植具有岭南特色的植物，梁上设有体现羊城八景的浮雕、珠江沿岸风景壁画以及胡伟2005年所做漆画《广东四大名园》。位于附楼内的东票厅为广州站的主售票处，共设有50个售票窗口；另外在出站口设有6个售票窗口。
广州站共有14个候车室，总面积12981.4平方米，分为两层：候车室一层位与线路较低，设有1、2、7、11号候车室，其中最西侧的第一候车室为广深、广佛肇列车专用，另中门旁设有母婴候车室。除第一候车室外，站房一层的中门检票口及第七候车室各设有一座通往2-4站台的进站地道。候车室二层和1站台齐平，设有3-6号、8-10号候车室、贵宾候车室、软席候车室及茶座，其中二楼中门、第3候车室和第8候车室设有通往1站台的通道。

### 站台

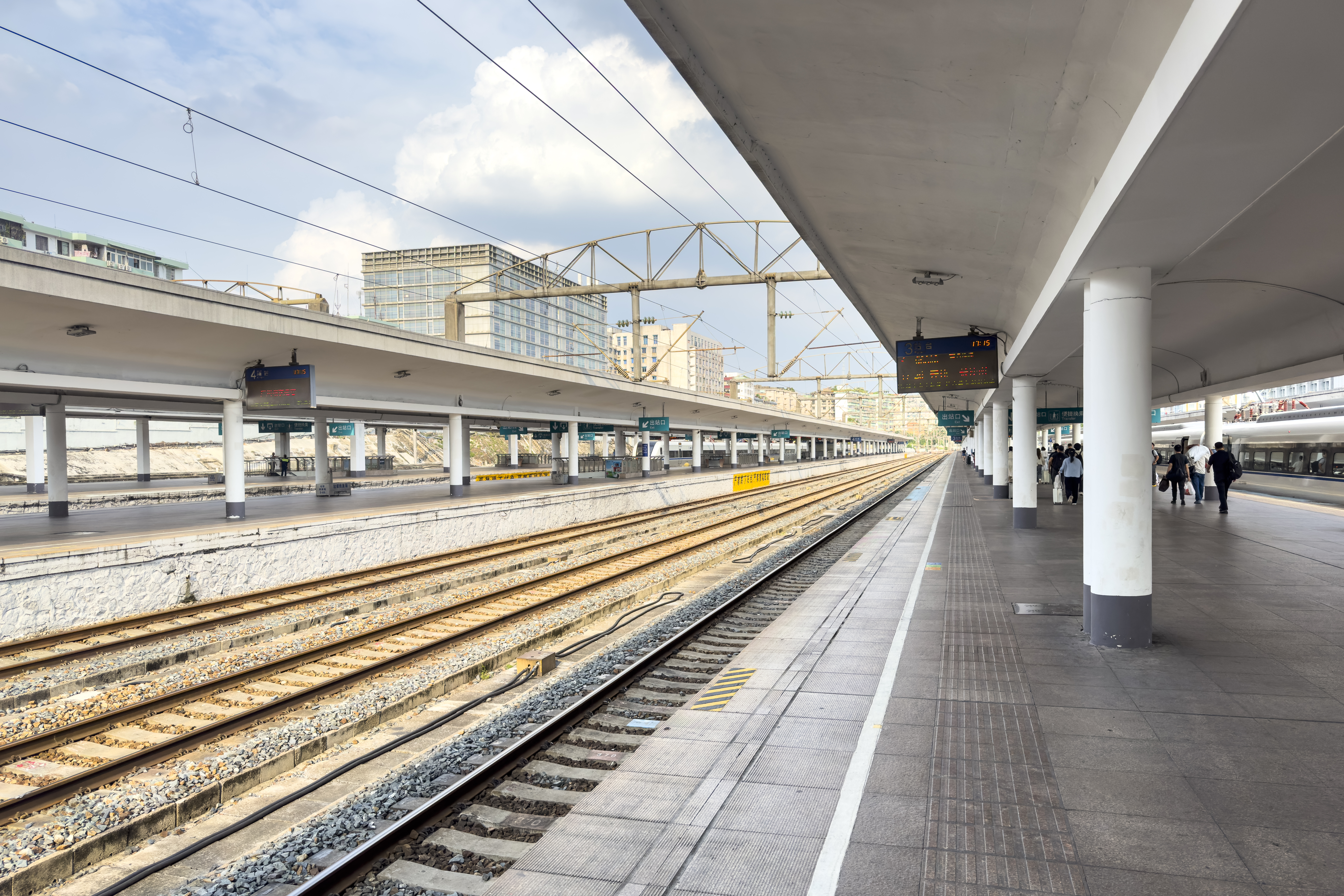
广州站3号站台

广州站站场为东西向布置，采用通过式结合尽头式布置。设有7条旅客列车到发线、1条机走线、2条正线，同时下行正线北侧设有1条无站台的到发线。站场设有1座侧式站台和3座中间站台，编号1-4。其中1号站台西侧设有2条尽头式到发线，专用于接发广佛肇城际动车组、南广、贵广方向动车组及编组小于10节的市郊列车。站场西咽喉接入京广铁路和南广铁路，在京广上、下行线路间插入广州机务段及广州客车技术作业整备场（客技站）的出、入库线以及往广州供电段的专用线；东咽喉则接入广深铁路，并连接老白云机场专用线。为加快车站股道运用，减轻调度压力，现倾向于安排京广下行列车于6-9道接发、京广上行列车安排1道及3-7道接发，广茂方向普速列车则安排1、3道接发。
站台和站房间设有3座地道连接。

## 运用状况
截至2025年7月1日全国铁路季度调图，广州站满图状态下共开行列车93对，其中普速列车11对（始发终到3对、途经8对），动车组列车82对（始发终到55对、途经27对）。

随着广深铁路和厦深铁路于2014年12月19日实现连通，广铁集团自2015年2月1日起开行连接广州东至潮汕地區之跨线动车组列车。2017年9月实施新的列车运行图之后，广铁集团将4列原广州东站往返潮汕、饶平方向的动车组延长至广州站始发终到，广州站首次开行直达潮汕方向的动车组。
自2016年起，广铁集团对广州地区的铁路线路进行改造，打通了广州站往南广、贵广高铁的通道，使广州站也接入高铁网，并于2018年7月1日起增开3对广州站来往成都东站的动车组列车，广州站首开成都方向的动车组。南昌局集团更于2021年6月25日起，新增经行杭深铁路、广深铁路、广茂铁路以及南广铁路的福州南至南宁东D3653/3652、D3651/3654次列车并停靠广州站。
另外，广州站曾开行广佛肇城际轨道交通到发的C字头列车，现时因配合廣茂鐵路廣州至佛山段封閉以便改建為广湛高铁的正線，广佛肇城际列车已截短至佛山西站始发，而始发或经由本站需跨线至南广铁路、贵广客运专线亦不再在本站辦理客運業務。
2024年1月调图后，行驶于京广高铁的G字头列车可通过新开通的花广联络线及京广铁路进入广州站，实现京广高铁列车于广州中心城区的始发终到。同年6月的调图后，更增加前往北京的卧铺动车组列车停靠，而长沙南和张家界西来往汕头的G6007/8、6357/8次列车汕尾至广州北段亦改经由花广联络、京广、广九线、甬广高铁，中途停靠广州站。
2025年7月1日调图后，全部沿京广铁路和部分沿京九铁路的北向普速列车转至广州白云站营业，同时增开广深城际及粤东方向列车，广州站开始由普速列车为主转向以高铁、动车组列车为主。

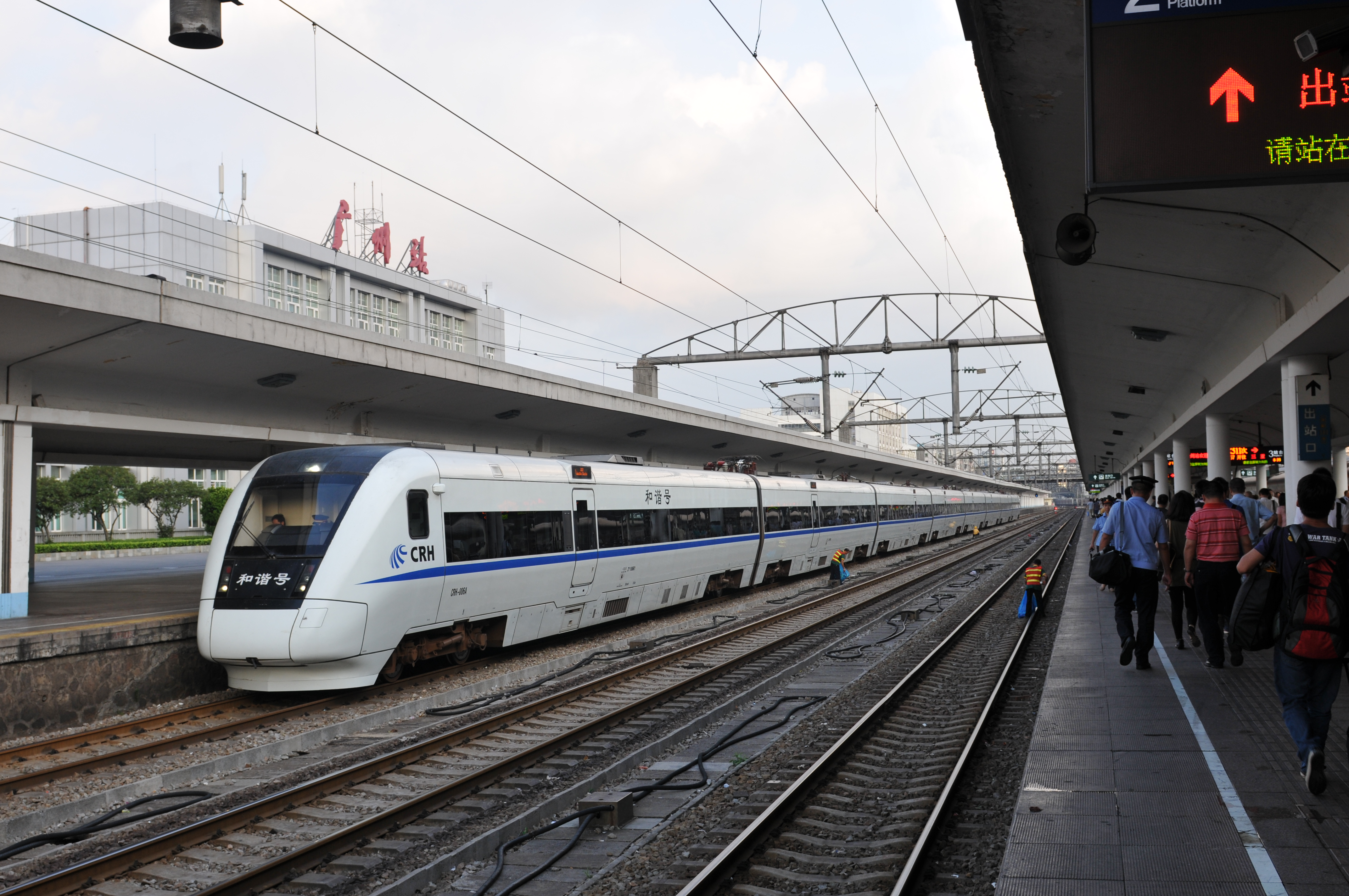
一列广深动车组列车停靠在1号站台
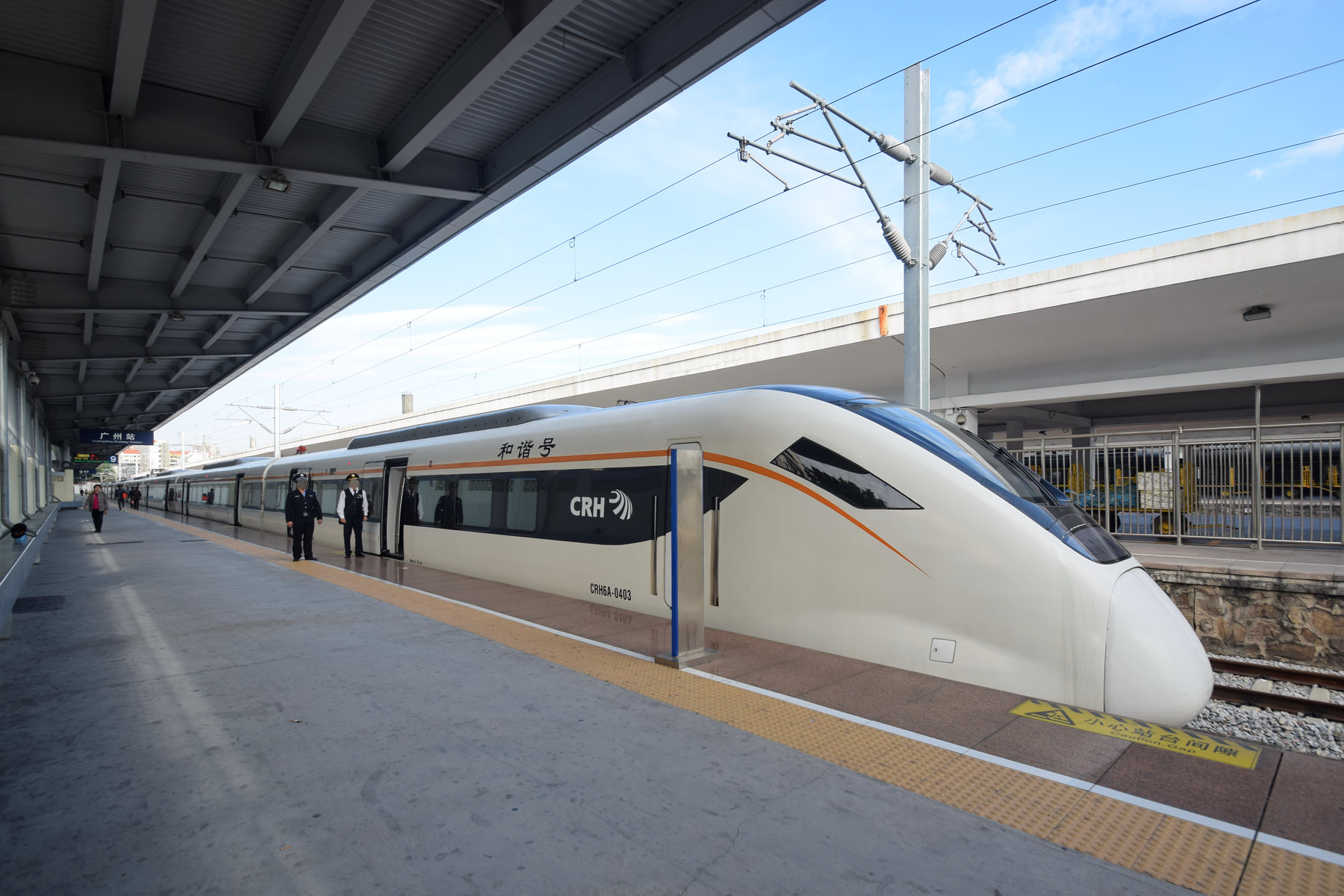
廣佛肇城際鐵路和諧號CRH6A动车组列车停靠在9号站台
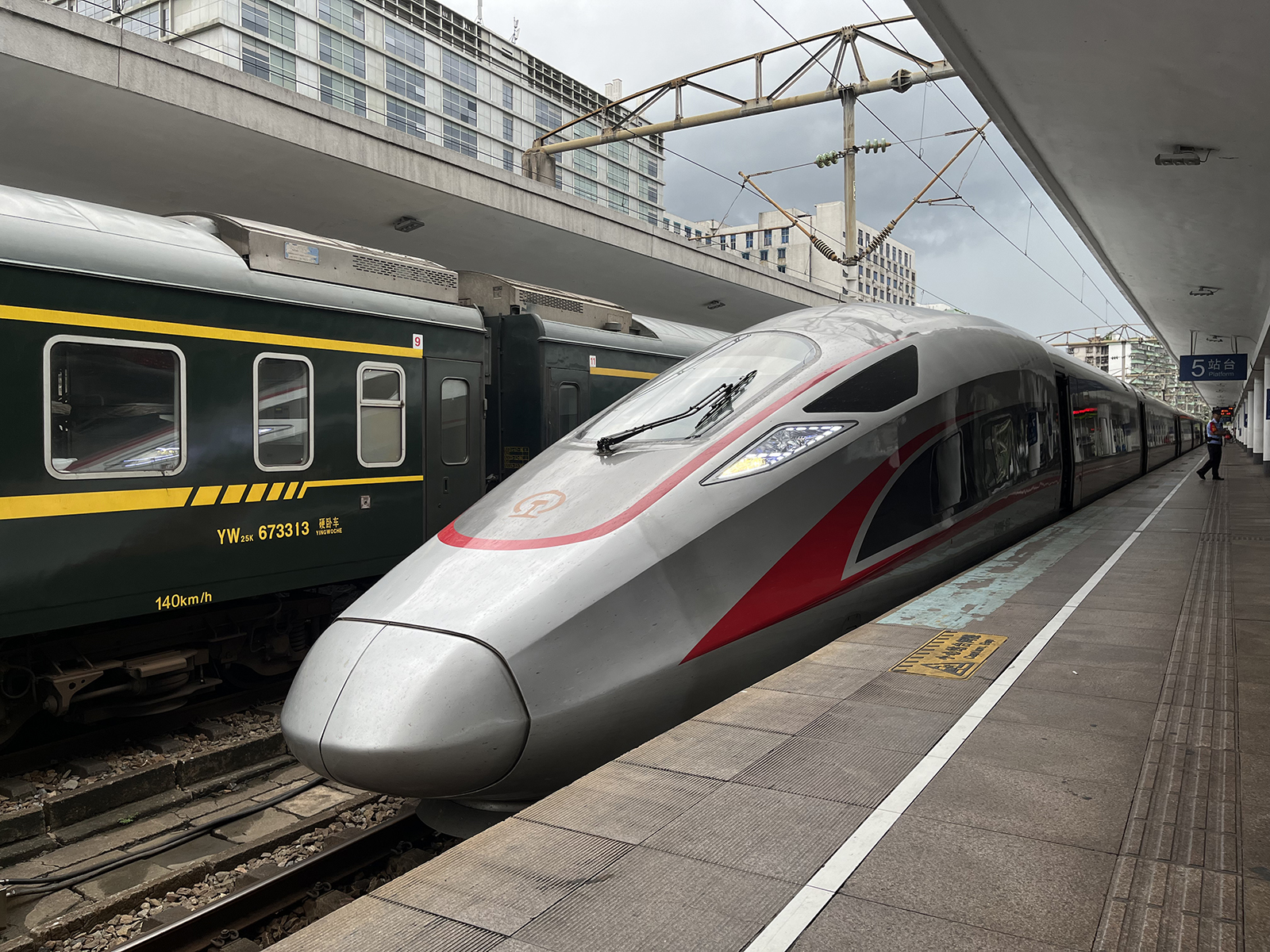
一列复兴号CR400AF高速动车组列车停靠在5号站台
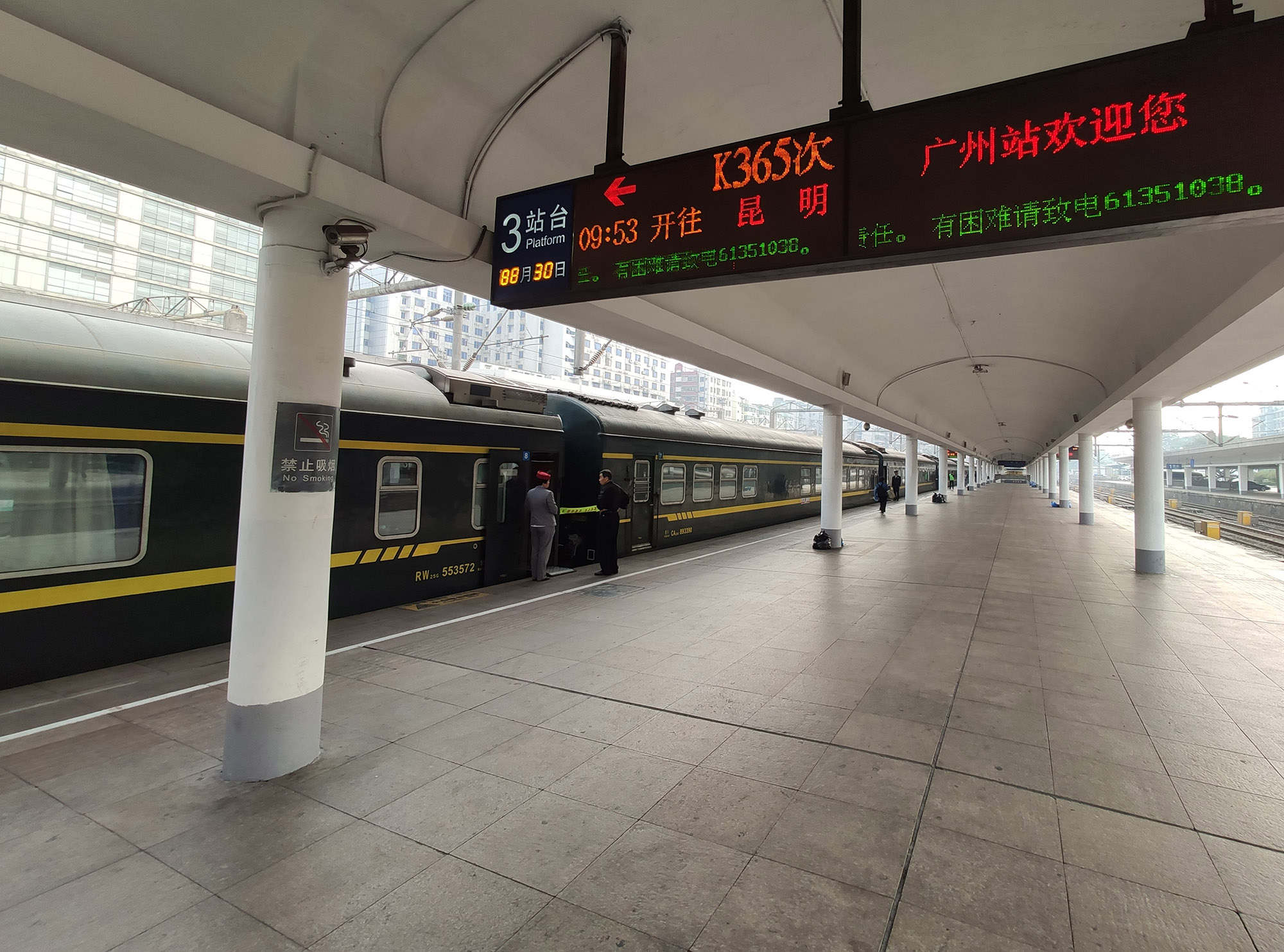
K365次列车停靠在3号站台
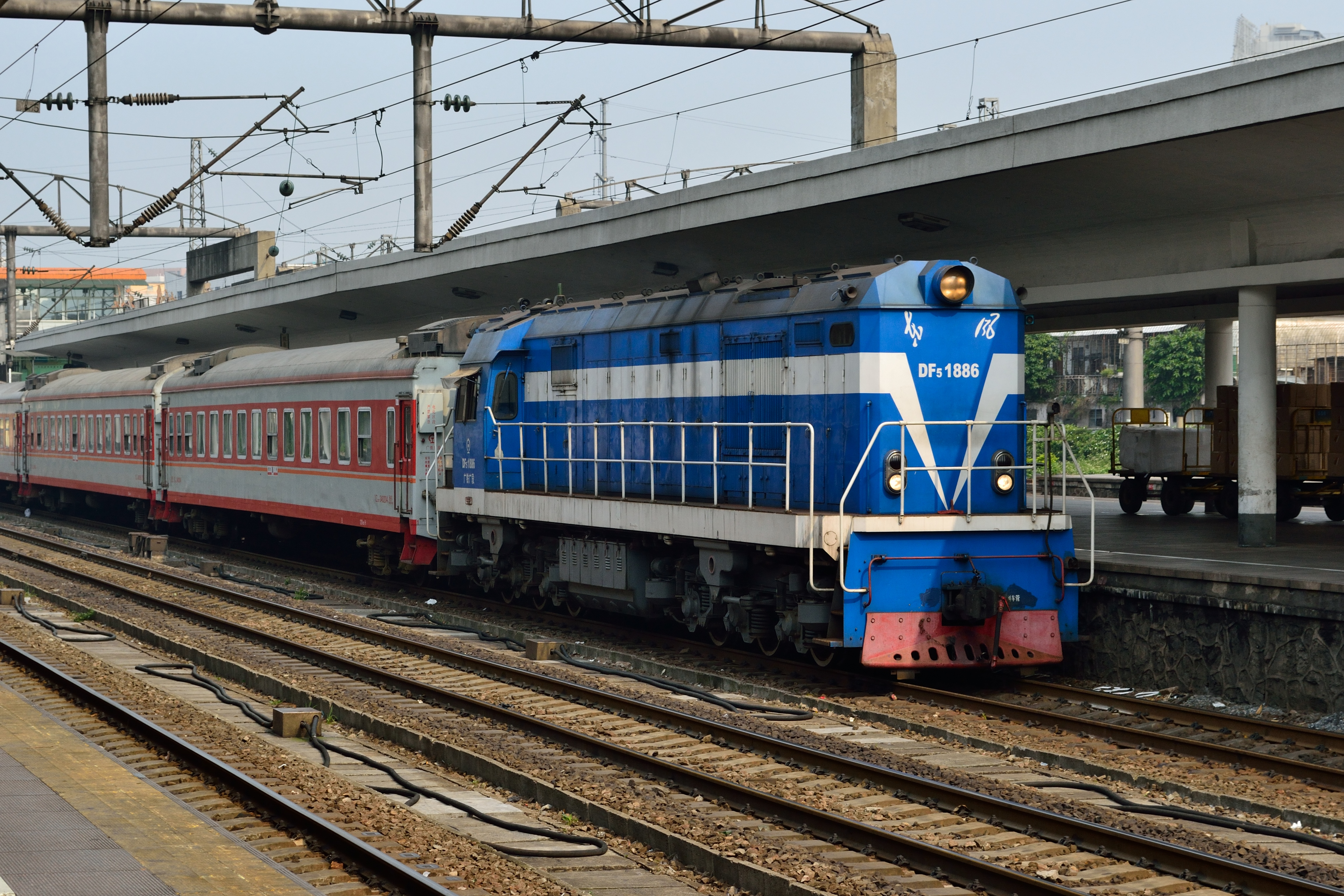
站调牵引K1160次列车车底进站
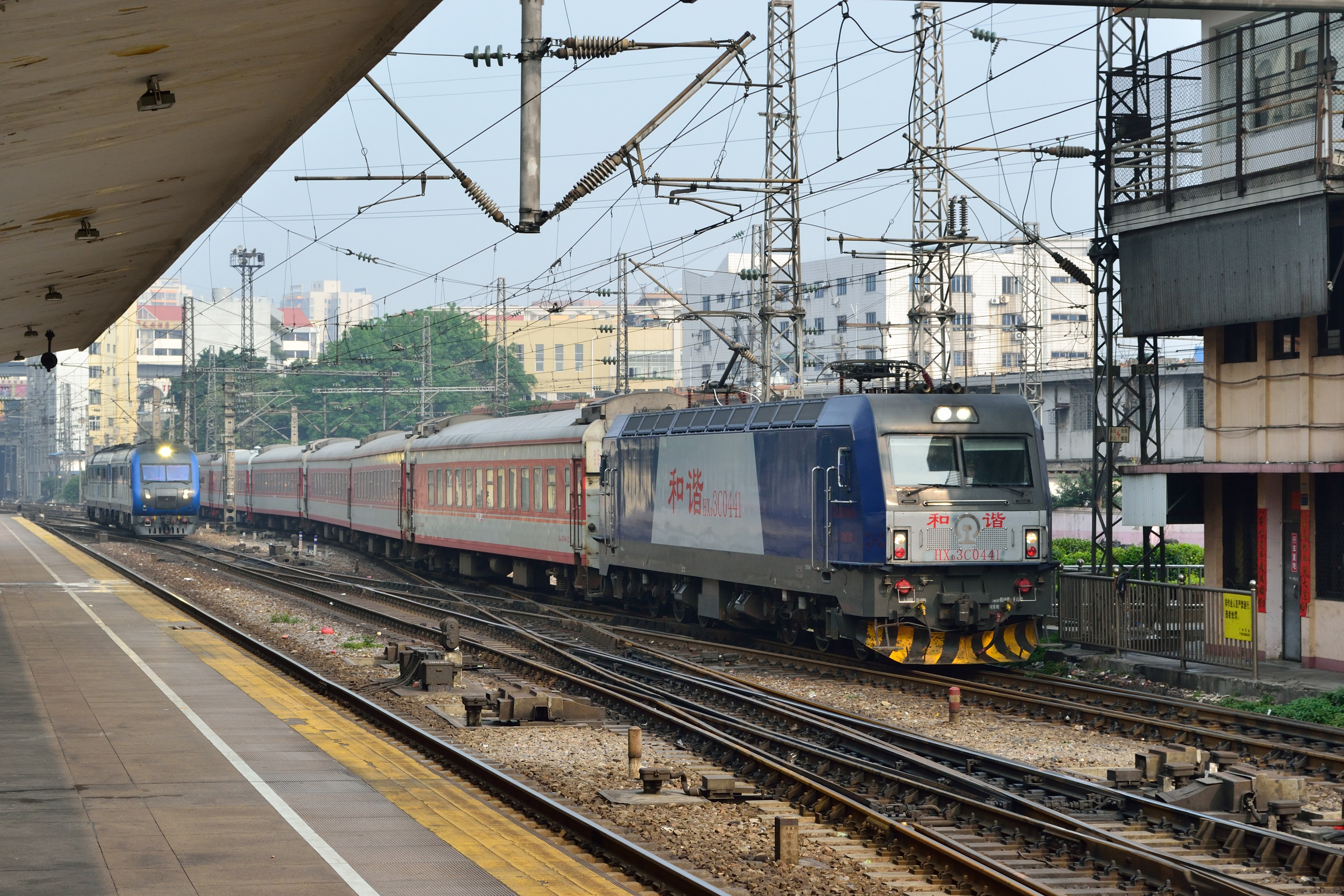
K511次列车进站
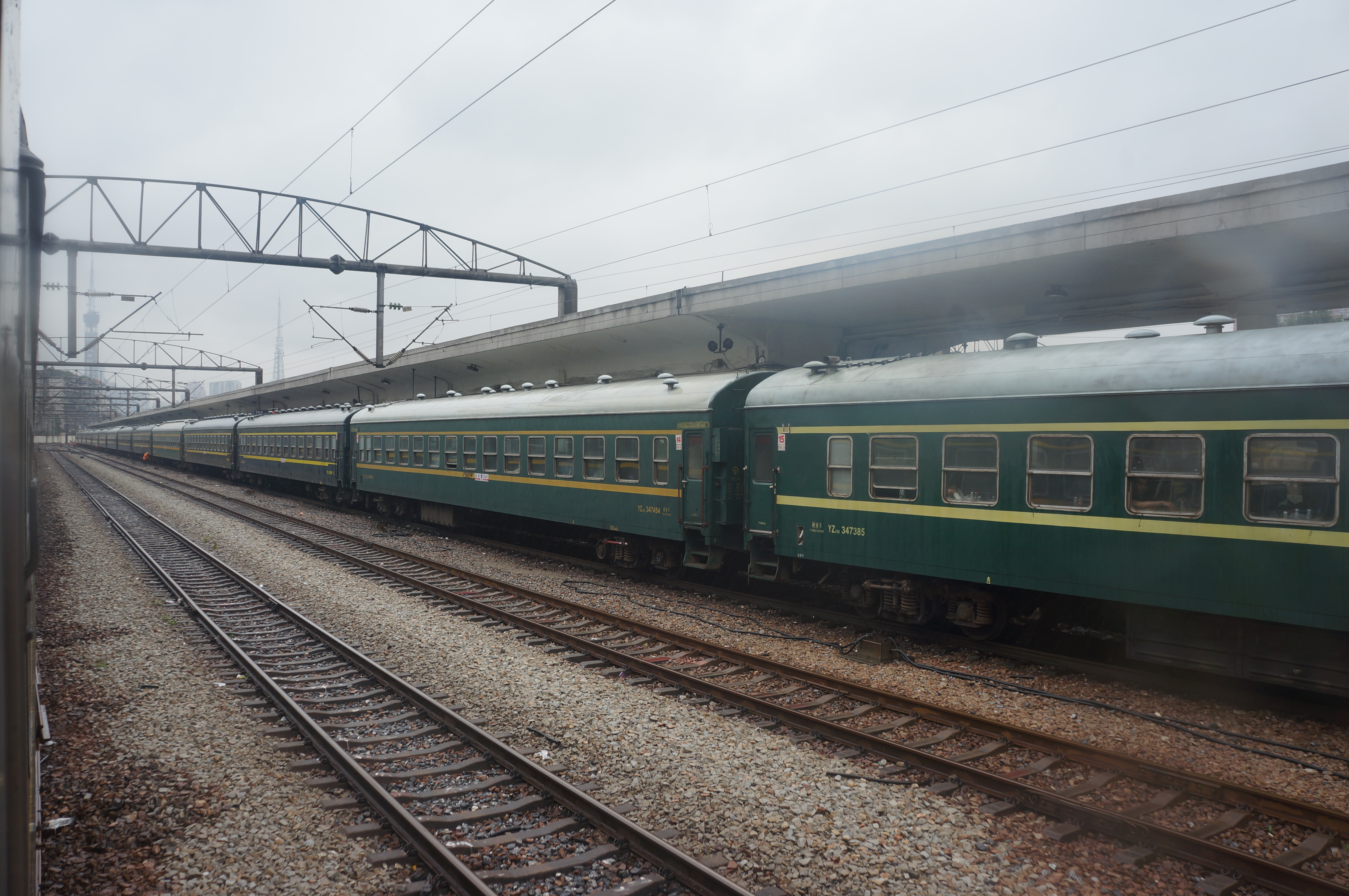
一列由张家界开往深圳西的临时旅客列车停靠在广州站

## 附近地標和設施
廣州站附近開設服装、鞋等批發市場，而广交会流花路會場（现称广州流花展贸中心）、越秀公園、草暖公园、广州兰圃等地標在廣州站南面不遠處，由廣州站步行前往只需10分鐘。省汽車客運站、市汽車客運站（已关闭）及流花車站在西、南方不遠處、旅客可以換乘汽車至各地。

## 治安問題

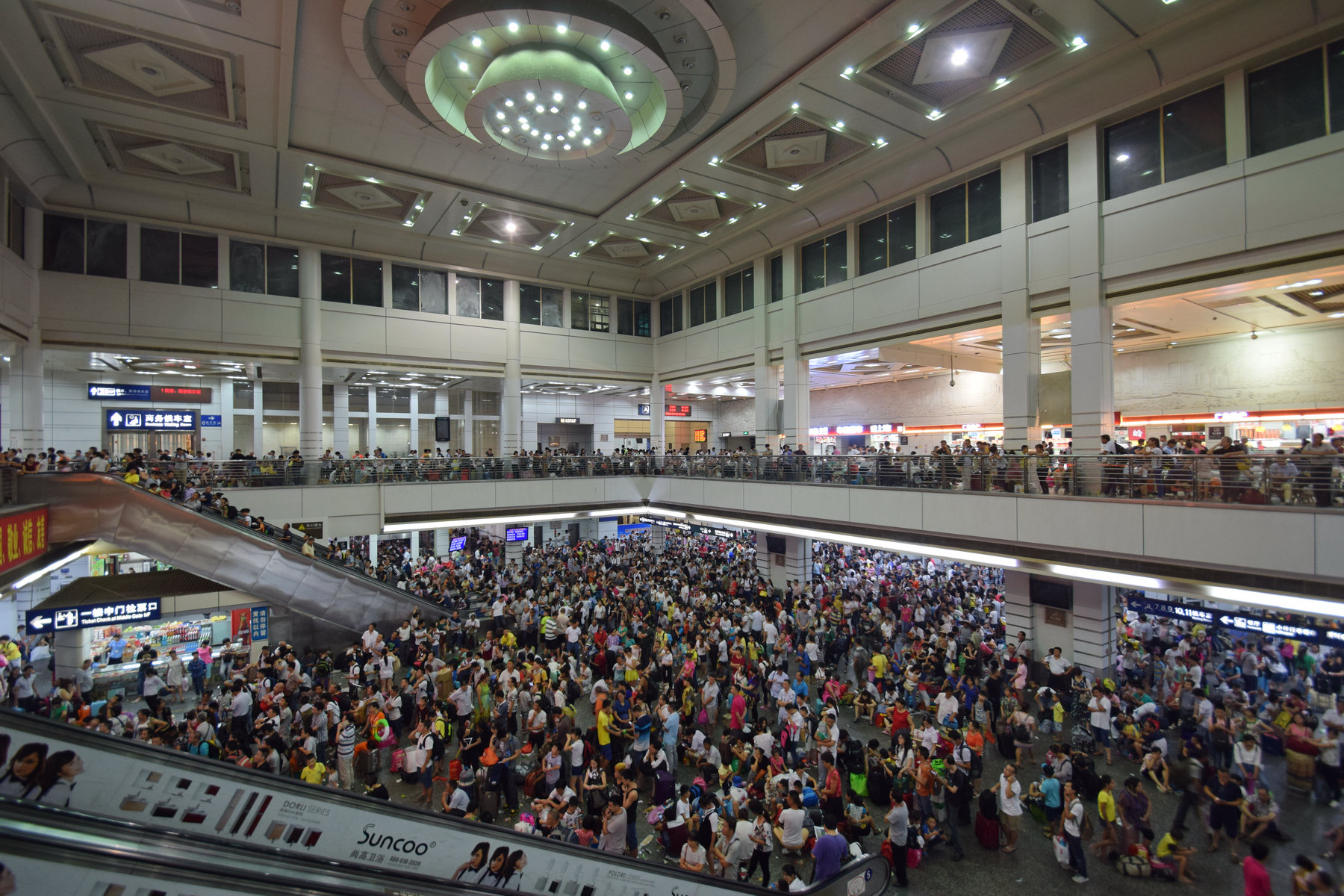
拥挤不堪的广州站候车大厅

廣州站外来人员密集，曾经是著名的治安黑點，从1983年开始就发生过多宗违法犯罪案件，有盗窃、抢劫、诈骗、强迫卖淫、拐卖人口、黑公话、假币、假发票、倒票、非法拉客、野鸡车等。1994年后，广州火车站假票，倒卖车票现象横行且售票秩序混乱，铁路公安处进行打击，但至1997年后，票贩子活动更猖獗，甚至出现了执法人员对票贩子敲诈勒索的现象。80、90年代，犯罪团伙针对农村女孩的轻信和贪念，以欺骗手段拐卖、抢劫、强奸妇女，强迫妇女卖淫。爲此，广州市特別劃定了以廣州火車站爲中心，东面以解放北路、大北立交、机场路为界、西面以克山桥底铁路为界、向南至广州西站流花路处、向北至广园立交桥接广园路处為流花地區，並於1988年成立新的市政府常设机构「广州市流花地区管理委员会」，其下设的办公室为广州市直属事业单位，同時建立一支由流花地区管委会直接统一领导和指挥的执法队伍，实行“一警多能”，赋予警察在这一地区有从事城市管理执法的各项权力，包括管理社会治安、市容卫生、交通工商等职权。1995年8月1日，广州火车站实行全封闭式治安管理。
2000年4月1日，流花管委会移交越秀区政府接收管理，改称「广州市越秀区流花地区管理委员会」，其下设的办公室变更为越秀区直属事业单位，流花地区亦按行政区划移交越秀区、荔湾区、白云区政府管理，新的越秀区流花管委会则实际主要管理广州火车站、省站、流花车站、广交会流花展馆等重点地区。4月下旬，时任中共中央政治局委员、中共广东省委书记李长春三度探访流花地区，并多次要求“重典治乱”。同年5月25日，流花地区整治实施方案敲定。雖然经过多次整治，但火车站违法行为屡禁不止，并于2003年开始再次恶化。
2004年涉及流花地区的刑事案件立案5142宗，占越秀区全区的43%。在广州火车站，不站內和站外的廣場都佈滿流浪汉、吸毒者、扒手、騙子、綁匪等，在春運等高峰期間尤其惡劣，數以千計來自各地的犯罪分子聚集在廣州站犯案：部分人冒充铁路职工以提供“优先进站”服务为由行骗；部分人利用刀片割破受害者的衣服或手袋然后偷去財物；美人計、多人包围甚至施用迷暈藥綁架等都是常見的伎俩。此外，广州火车站曾是中国毒品问题最严重的地点之一，吸毒贩毒问题十分严重，2000年代初的高峰时吸毒者时常聚集于火车站广场及出租车道，在光天化日之下注射毒品，对火车站的治安稳定构成极其严峻的威胁；虽然广州当局进行过多次大力整顿，但直至2006年初，火车站广场上仍可见到吸毒者在广场上吸食毒品的场景。即使公安派駐過千警力在車站，也因为铁路公安和地方警察的管辖区域划分问题而無濟於事。
2005年，广州市公安局批准越秀区公安分局增设广场派出所和汽车站场派出所，同时增派大批警力，两座新所加上原有的流花、登峰、矿泉三个派出所及“打双抢”专业队、便衣大队，使流花地区的警力增至1,000人。以解决此前流花地区警察仅400多人，警力严重不足的问题。
随后，火车站广场上新增了流动公共厕所以及为旅客提供公共电话、信息咨询和兑换零钱等服务的服务中心，「黑公話」逐渐消失。车站管理房在站内贴出告示，提醒旅客提防着铁路制服但未佩戴工号牌人员为不法分子冒充。2006年开始，当局在车站广场部署了大量警察、武警、治安员和监控闭路电视后，火车站流花地区治安状况开始有明显好转，2006年全年零发案天数达116天。
进入21世纪10年代，广州站的盗窃、抢劫、诈骗、吸毒贩毒等明显违法犯罪行为日渐式微，仅剩流浪汉露宿及旅馆推销、非运营车辆拉客等全国各地火车站普遍存在的问题。与曾经的混乱时期相比，旅客出行安全已得到较好保障。

### 相关暴力事件
1995年8月4日上午9时，广州站站前广场发生爆炸，案犯及5名群众被炸伤，这一爆炸距广州火车站实行全封闭式治安管理仅有三天。
在2014年5月6日上午11时左右，广州站发生一起暴力袭击事件：有一名年轻男子在广州火车站邮局前的广场持刀砍人，当时昆明至广州的K366次列车恰好到站，旅客正在出站时，有手持长约半米砍刀，身着白衣、白裤、白帽的年轻男子忽然开始砍人，数名旅客受伤。广州警方通报，事故造成6人受伤，警方在警告无效后，开枪击中该持刀男性嫌疑人，并将其制服。
2015年3月6日，廣州火車站再次發生類似襲擊：上午8时18分许，有两名犯罪嫌疑人在广州火车站的站外广场持刀追砍群众，正在现场的执勤民警立即鸣枪示警，示警无效后立即果断处置，当场击毙一名嫌疑人，抓获一名嫌疑人，并将9名伤者送往医院救治。警方表示，对于一切危害群众生命安全的违法犯罪行为，警方将予以严厉打击。事后确定伤者13人，嫌疑人疑为新疆维吾尔族人。

## 接驳交通

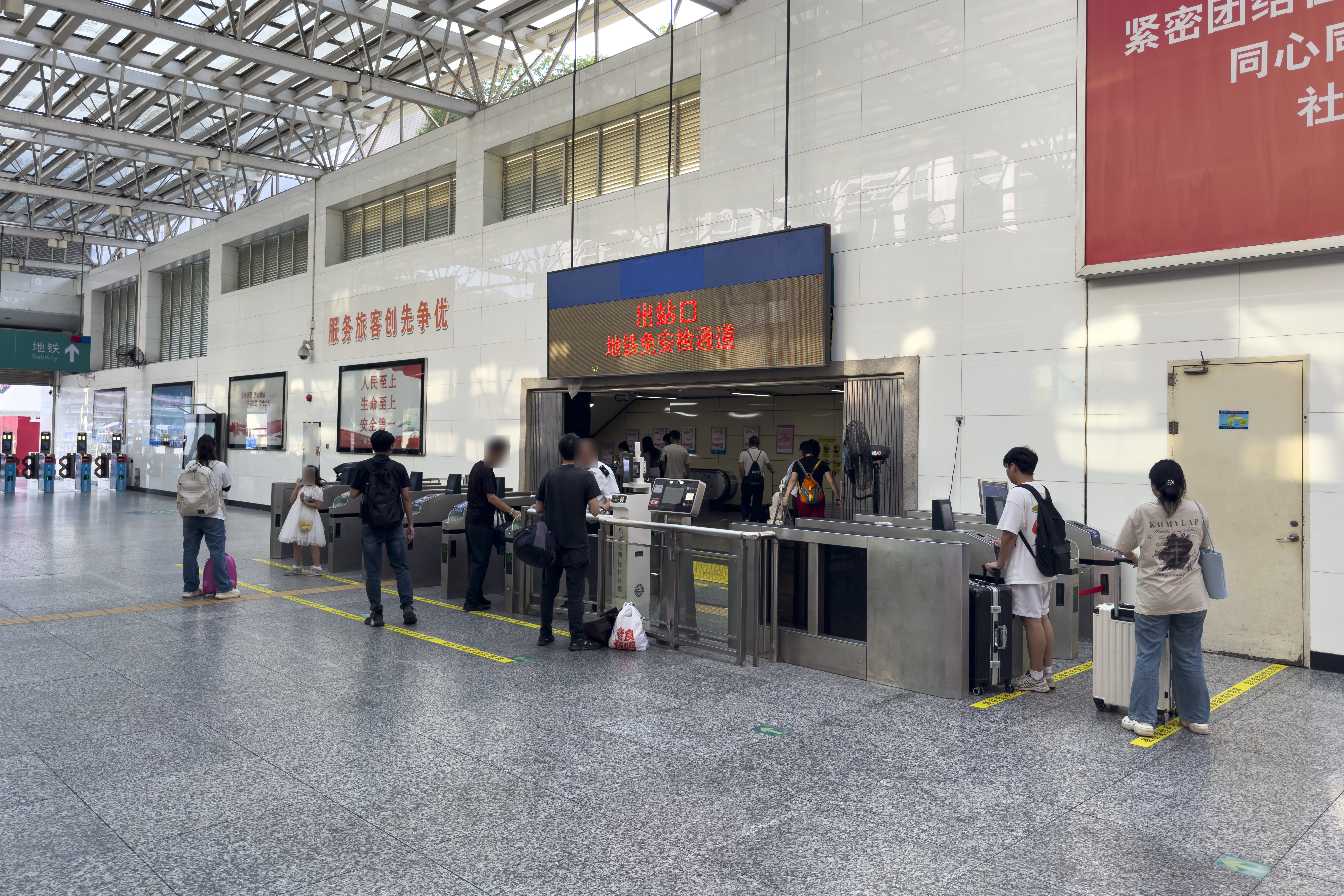
地铁广州火车站免安检通道（C入口）

广州火车站公交总站原本设于铁路站广场西侧近地铁站A出入口旁。由于興建广州地铁11号线，而公交总站纳入施工区域，因此公交车站移至铁路站西侧380m处的草暖公园并改造为公交站场，同时命名为廣州火車站（草暖公園）总站。同时2018年10月27日及11月3日分两批以广州火车站为总站的公交线路实行调整，除552路、180路、275路和275A路分別調整至站南路和應元路，其餘均調整至廣州火車站（草暖公園）公交車場。
另外，铁路站周边亦设有人民北路（站南路口）站、草暖公园站以及白马服装市场（站前路）站等公交中途站。
| 编号 | 编号       | 线路                   | 线路                  | 线路                   | 收费                  | 运营商                | 备注                     |
| ---- | ---------- | ---------------------- | --------------------- | ---------------------- | --------------------- | --------------------- | ------------------------ |
|      | B2         | 广州火车站（草暖公园） | ⇆                     | 东圃                   | 2元                   | 珍宝巴士              |                          |
|      | B2A        | 广州火车站（草暖公园） | ⇆                     | 汇彩路                 | 2元                   | 珍宝巴士              |                          |
|      | B10        | 体育中心               | ⇆                     | 地铁天河智慧城站       | 2元                   | 巴士三分              |                          |
|      | 52         | 南漖（立白科技园）     | ⇆                     | 广州火车站（草暖公园） | 3元                   | 一汽一分              |                          |
|      | 176        | 广州火车站（草暖公园） | ⇆                     | 潭村                   | 2元                   | 巴士二分              |                          |
|      | 210        | 广州火车站（草暖公园） | ⇆                     | 石化路                 | 3元                   | 珍宝巴士              |                          |
|      | 211        | 南浦島（锦绣半岛）     | ⇆                     | 广州火车站（草暖公园） | 3元                   | 新穗巴士              |                          |
|      | 254        | 广州火车站（草暖公园） | ⇆                     | 石井红星村             | 2元                   | 巴士二分              |                          |
|      | 257        | 已于2025年7月27日停办  | 已于2025年7月27日停办 | 已于2025年7月27日停办  | 已于2025年7月27日停办 | 已于2025年7月27日停办 | 已于2025年7月27日停办    |
|      | 529        | 地铁飞翔公园站         | ⇆                     | 太和                   | 2元                   | 巴士二分              |                          |
|      | 803        | 广州火车站（草暖公园） | ⇆                     | 永泰集贤路             | 2元                   | 二巴一分              |                          |
|      | 807        | 广州火车站（草暖公园） | ⇆                     | 嘉禾（长红双和工业区） | 3元                   | 新穗巴士              |                          |
|      | 807A       | 广州火车站（草暖公园） | ⇆                     | 广州白云站公交总站     | 2元                   | 新穗巴士              | 20–30分/班               |
|      | 商务专线3  | 站前路（西郊大厦）     | ⇆                     | 沙涌南                 | 2元                   | 一汽一分              |                          |
|      | 高峰快线21 | 已于2025年7月27日停办  | 已于2025年7月27日停办 | 已于2025年7月27日停办  | 已于2025年7月27日停办 | 已于2025年7月27日停办 | 已于2025年7月27日停办    |
|      | 夜7        | 广州火车站（草暖公园） | ⇆                     | 纸厂横马路             | 3元                   | 一汽一分              | 31路附属线路             |
|      | 夜8        | 广州火车站（草暖公园） | ⇆                     | 赤沙（广东财经大学）   | 3元                   | 一汽三分              | 14路附属线路             |
|      | 夜11       | 芳村西塱               | ⇆                     | 广州火车站（草暖公园） | 3元                   | 一汽一分              | 19路附属线路             |
|      | 夜14       | 广州火车站（草暖公园） | ⇆                     | 东莞庄                 | 3元                   | 一汽二分              | 27路附属线路             |
|      | 夜15       | 同德围（横滘村）       | ⇆                     | 广州火车东站           | 3元                   | 一汽一分              | 71路附属线路             |
|      | 夜18       | 广州火车站（草暖公园） | ⇆                     | 员村                   | 3元                   | 二巴二分              |                          |
|      | 夜25       | 广州火车站（草暖公园） | ⇆                     | 东圃                   | 3元                   | 珍宝巴士              | B2路附属线路             |
|      | 夜41       | 广州火车站（草暖公园） | ⇆                     | 保税区（酒博城）       | 4元                   | 珍宝巴士              | B28路附属线路            |
|      | 夜55       | 广州火车站（草暖公园） | ⇆                     | 小洲村口               | 4元                   | 一汽三分              |                          |
|      | 夜77       | 广州白云站公交总站     | ⇆                     | 广州火车东站           | 3元                   | 新穗巴士              | 810路附属线路 20–30分/班 |
|      | 夜79       | 广州南站               | ⇆                     | 广州火车站（草暖公园） | 4–5元                 | 番广客运              | 312路附属线路            |
|      | 夜88       | 市桥汽车站             | ⇆                     | 广州火车站（草暖公园） | 4元                   | 番广客运              | 301A路附属线路           |
|      | 夜94       | 广州白云站公交总站     | ⇆                     | 人和鹤龙七路           | 4元                   | 白马巴士              | 840路附属线路 20–30分/班 |
|      | 夜96       | 广州火车站（草暖公园） | ⇆                     | 金沙洲（涛乐街）       | 3元                   | 珍宝巴士              | 290路附属线路            |

| 编号 | 编号  | 线路                         | 线路 | 线路                       | 收费 | 运营商   | 备注 |
| ---- | ----- | ---------------------------- | ---- | -------------------------- | ---- | -------- | ---- |
|      | 5     | 沥滘                         | ⇆    | 广州火车站（草暖公园）     | 2元  | 一汽三分 |      |
|      | 7     | 石槎路（金碧新城）           | ⇆    | 大沙头                     | 2元  | 一汽一分 |      |
|      | 38    | 时代玫瑰园                   | ⇆    | 文化公园（粤海关博物馆）   | 2元  | 一汽一分 |      |
|      | 广42  | （佛山）白沙（中海金沙湾）   | ↻    | （广州）解放北路口         | 2元  | 一汽一分 |      |
|      | 181   | 景泰坑                       | ⇆    | 坑口地铁站                 | 3元  | 巴士一分 |      |
|      | 251   | 黄沙                         | ⇆    | 七星崗（廣東省煤炭地質局） | 3元  | 珍宝巴士 |      |
|      | 广275 | （广州）解放北路（应元路口） | ⇆    | （佛山）平洲（富丰君御）   | 3元  | 巴士电车 |      |
|      | 301A  | 广州南站                     | ⇆    | 站前路（西郊大厦）         | 3元  | 番广客运 |      |

## 未来发展
根據《广州综合交通枢纽总体规划（2016—2030年）》，广州站将改造为高铁站，配套建设广州站动车运用所。改造后站场规模将扩大，共设10站台20股道，其中城际场2台4线，综合场8台16线；同时将省、市客运站合二为一后迁至广州站枢纽内，形成一个综合交通枢纽。根据广州铁路枢纽规划（2016-2030年），广州站未来将主要办理京广、广深港、贵广及南广高铁动车及直达特快（T或Z次）普速旅客列车的到发作业。
2016年12月6日，广州市发改委回应称：在与中国铁路总公司协商后，广州火车站改造要等到广州白云站改造完成后才会开始。同时车站不会被大拆大建，广州站改造将“按照尽量不扩大征地拆迁规模、不增加交通疏解压力”的原则进行，车站站场维持既有规模，站房会进行适度改建。
2023年6月，当局成立广州站片区城市更新有限公司，并启动“广州火车站站城产居一体化地区控规优化及专项规划”前期工作招标。8月下旬，广州火车站片区土地整备及更新改造方案完成招标。2024年1月19日，当局公示广州站片区及邻近的瑶台村、三元里村的控规优化及专项规划。该规划于同年年中获批，当中提及广州站未来改造时要恢复既有南立面方案，并保留“广州站”及“统一祖国 振兴中华”十一个大字。
另一方面，从广州南站引入广州站的广南联络线正在建设，预计2027年完工通车，届时广深港高铁、广珠城际列车亦将实现于广州中心城区的始发终到。广清城际亦计划待广州站改造等条件成熟之后引入广州站。